# Brahmapur

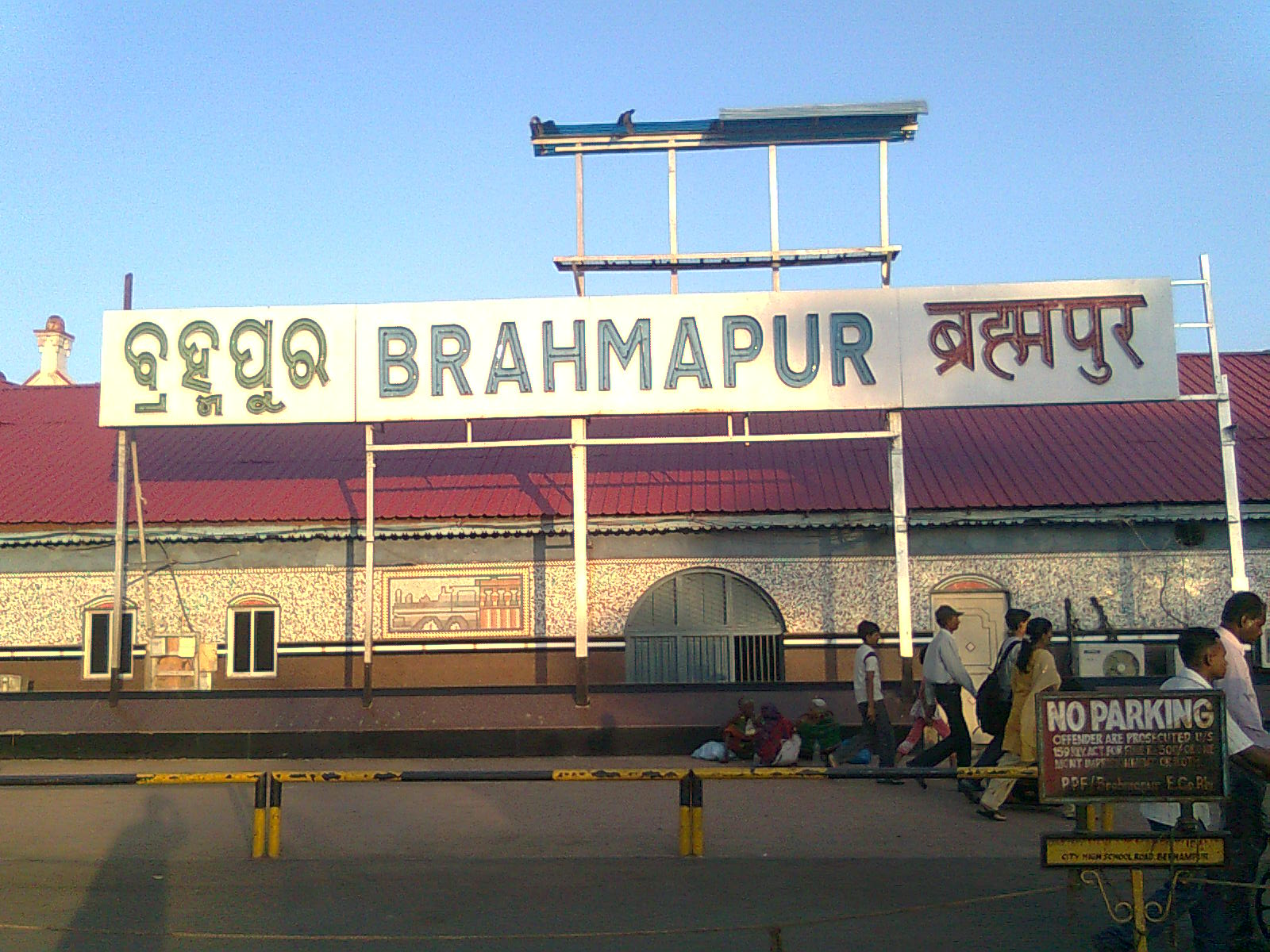
Järnvägsstation i Brahmapur.

Brahmapur (äldre namn Berhampur eller Berhampore) är en stad i distriktet Ganjam i den indiska delstaten Odisha. Den kallas silkesstaden. Presidenten V.V. Giri föddes i Brahmapur. Folkmängden uppgick till 356 598 invånare vid folkräkningen 2011.